# Harzgerode
Harzgerode è una città di 7 698 abitanti della Sassonia-Anhalt, in Germania.

Appartiene al circondario dello Harz.

## Geografia antropica
La città di Harzgerode è suddivisa in 8 frazioni (Ortschaft):
- Dankerode
- Güntersberge (con le località di Bärenrode e Friedrichshöhe)
- Harzgerode (con le località di Alexisbad, Mägdesprung e Silberhütte)
- Königerode
- Neudorf
- Schielo
- Siptenfelde
- Straßberg

## Amministrazione

### Gemellaggi
- Leval, dal 1999